# HR Lupi
HR Lupi eller HD 133880, är en ensam stjärna belägen i den mellersta delen av stjärnbilden Vargen. Den har en lägsta skenbar magnitud av ca 5,81 och är svagt synlig för blotta ögat där ljusföroreningar ej förekommer. Baserat på parallax enligt Gaia  Data Release 3 på ca 9,49 mas beräknas den befinna sig på ett avstånd av ca 344 ljusår (ca 105 parsec) från solen. Den rör sig bort från solen med en heliocentrisk radialhastighet av ca 3 km/s. Stjärnan ingår i Upper Centaurus-Lupus-föreningen.

## Observation
Spektrumet för HD 133880 matchar en B8-underjätte  men med ovanligt starka absorptionslinjer för vissa metaller, vilket gör den till medlem av den kemiskt säregna klassen Ap/Bp-stjärnor. För just denna stjärna är kisellinjer vid 4 200 Å anmärkningsvärt starka. Dess rotationshastighet är ovanligt snabb för en stjärna av denna typ.
År 1985 fann Christoffel Waelkens att HD 133880 är en variabel stjärna som med en period av 0,87746 ± 0,00001 dygn varierande med 0,15, 0,10 och 0,06 magnitud i U-, B- respektive V-banden. År 1986 gavs stjärnan variabelbeteckningen HR Lupi. Senare mätningar av perioden varierade avsevärt och kan bara stämmas av om perioden varierar i tid.
År 1990 fann John Landstreet att HD 133880 har ett mycket starkt (flera kG) magnetfält, med den ovanliga egenskapen att dess kvadrupolterm är starkare än dipoltermen. Men en studie 2017 fann att magnetfältet beskrevs bättre som en förvrängd asymmetrisk dipol, med en maximal styrka på 12 kG och en medelstyrka på 4 kG.
Mycket av forskningsintresset för HD 133880 härrör från dess emission av radiostrålning. Jeremy Lim et al. observerade stjärnan med Australia Telescope Compact Array 1995, och fann att eftersom stjärnans magnetiska axlar och rotationsaxlar inte är koordinerade, visade den strålning av 6 cm våglängd de mätte variation i både styrka och polarisering när stjärnan roterade. År 2018 tog Barnali Das et al. detekterade elektroncyklotronmaser - emission från stjärnan vid 610 MHz, med hjälp av GMRT. HD 133880 var den andra stjärnan som visade sig stråla på detta sätt (efter CU Virginis). Strålningen visade sig variera med en storleksordning när stjärnan roterade, och hade ungefär 100 procent rät cirkulär polarisation när emissionen nådde dess topp.

## Egenskaper

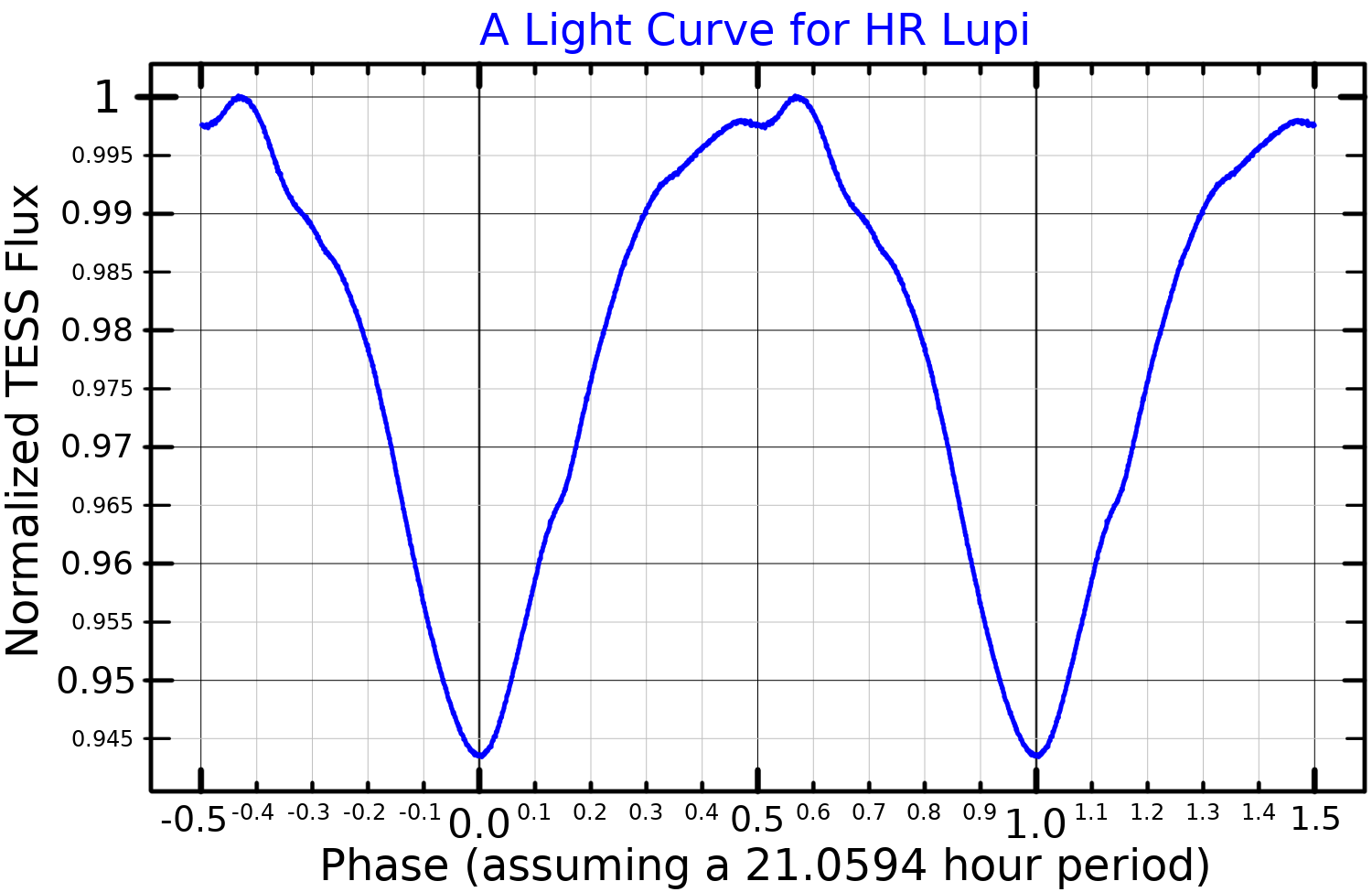
Ljuskurva för HR Lupi, plottad från TESS -data,

Primärstjärnan HR Lupi är en blå underjättestjärna av spektralklass B8 IVp Si λ4200, som är en av de få stjärnor som är kända för att producera koherent pulsad radiostrålning genom elektroncyklotronmaseremission. Den har en massa av ca 3,2 solmassor, en radie av ca 2 solradier och utsänder energi från dess fotosfär motsvarande ca  105 gånger solen vid en effektiv temperatur av ca 13&nbs;000 K. För just denna stjärna är kisellinjer vid 4 200 Å är anmärkningsvärt starka. Dess rotationshastighet är ovanligt snabb för en stjärna av denna typ.